# 미나토구 (나고야시)
미나토구(일본어: 港区)는 일본 아이치현 나고야시를 구성하는 16개 구 중 하나이다. 나고야시 남서부에 위치하고 구의 남부에는 일본을 대표하는 국제 무역항인 나고야항이 있다. 나고야시의 구 중에서는 최대 면적을 자랑한다.

## 지리
나고야시 남서부, 시의 중심부에서 남쪽으로 약 10km 떨어진 곳에 위치한다. 전역은 해발 0m의 평야부이고 구 남부는 나고야항에 속하는 부두가 차지해 나고야시에서 유일하게 이세만과 접하고 있다.
도로는 교통의 동맥인 국도 23호선과 이세 만안 자동차도가 횡단한다. 철도는 나고야 시영 지하철 메이코선이 구의 동부를 종단하며 나고야 임해 고속 철도 니시나고야코선과 현재는 별로 사용되지 않는 JR 화물 도카이도 본선의 화물지선이 종단하고 있는 것 외에도 남동부에는 나고야 철도 짓코선이 횡단하고 있다.
구의 번화가는 나고야항의 중심인 가든 부두에서 메이코선 도카이도도리역 부근까지와 나고야시 최대급 쇼핑센터인 이온 나고야미나토 베이시티를 포함하는 시나카와정, 간세이정, 스나미정 근처의 두 지역이다. 서부의 대부분은 논이 펼쳐진 곡창지대이고 북부와 중부는 주택·상업 시설이 대부분을 차지한다. 나고야항을 포함하는 동부, 남부, 만안 지역은 공업지대이지만 가든 부두, 시오미정 북부 등에는 상업·관광·오락 시설이 존재한다.

## 인접한 자치체
- 나고야시 나카가와구, 아쓰타구, 미나미구
- 도카이시
- 아마군 가니에정, 도비시마정

## 역사
에도 시대에는 구역 전체가 오와리번의 영지였으며 구의 북부에서 남부는 에도 시대 초기에, 만안부는 나고야항 개발로 메이지 시대 말기부터 쇼와 시대 중기까지 매립에 의해 생겨난 토지이다.
- 1908년 - 나고야시에 4개 구가 설치되어 미나미구로 성립하였다.
- 1937년 - 10구제 시행 때 미나토구가 성립하였다.

## 교통

### 철도
- 나고야시 교통국(나고야 시영 지하철)
  - 메이코선

- 나고야 철도
  - 짓코선

- 나고야 임해 고속 철도
  - 니시나고야코선

### 도로
- 이세 만안 자동차도
- 국도 제23호선
- 국도 제154호선
- 국도 제302호선